# HMS Yarmouth (1745)
HMS Yarmouth — 64-пушечный линейный корабль 3 ранга Королевского флота. Третий корабль, названный в честь города Ярмут (англ. Yarmouth).

## Постройка
Заказан 16 июня 1742 года по уложению 1719 года (дополнение от 1741 года). Спущен на воду 8 марта 1745 года на королевской верфи в Дептфорде.

## Служба
Участвовал в Семилетней войне.
1756 год — капитан Огл (англ. Chaloner Ogle), назначен 30 июня.

Расскажу об очень смелом деле, в котором был 2-го числа прошлого месяца капитан Кокберн (куттер Hunter), имея всего 40 человек и несколько фальконетов. Он лавировал вблизи Брестской верфи, и сегодня вечером вошел в гавань на шлюпке, а с ним только пять человек, и сделав поиск вокруг военных кораблей, и усердно их разведав, они обрезали якорный канат французской шнявы, поднялись на неё, и увели прочь из скопления кораблей. Она была загружена вином, которое распределили на весь флот. Мы взяли 28 бурдюков, а вчера, после того, как все с неё сняли, она затонула.
Оригинальный текст (англ.)
I am going to relate a very bold action that was performed on the 2nd of last month by Capt. Cockburn of the Hunter cutter with only 40 men and a few swivels. He kept loitering around Brest Dockyard, and tonight, went in with his boat, and only five men when, after searching round all the Men of War, and taking a particular account of them, he cut the cable of a French Snow, boarded her, and carried her away from among the Men of War. She was loaded with wine which has been distributed to all the fleet. We have got 28 Hogshead, and yesterday, after taking everything out of her, she sank. 

— Из письма с борта HMS Yarmouth у острова Уэссан, 6 июня 1756 года
1758 год — капитан Роберт Франкленд (англ. Robert Frankland), умер в Ост-Индии в начале 1758 года.
1767 год — капитан Джеймс Гамбье, в конце 1767 года назначен на HMS Yarmouth, один из брандвахтенных кораблей, стоявших в Чатеме. В 1770 году он был назначен коммодором на Североамериканской станции и поднял свой брейд-вымпел на HMS Salisbury.
1770 год — капитан Уэстон Варло (англ. Weston Varlo), назначен на HMS Yarmouth, который был среди кораблей, оснащавшихся из-за угрозы разрыва с Испанией. Покинул корабль на следующий год.
Участвовал в Американской революционной войне.
1779 год — капитан Винсент (англ. Vincent), крейсерство у острова Антигуа. 7 марта, около 5 часов вечера, обнаружили и преследовали шесть парусов, в девять догнал самый большой, который при оклике поднял американский флаг и дал залп по HMS Yarmouth; двадцать минут продолжал бой, а потом вдруг взорвался. Противники были очень близко, большая часть обломков упала на HMS Yarmouth, паруса и такелаж были посечены на куски, убито пять человек и ранено еще двенадцать. 12-го капитан Винсент увидел большой обломок, и на нем четырех человек, и спустился под ветер, чтобы подобрать их. Они оказались единственными оставшимися из экипажа корабля, который взорвался. Они провели это время не имея ничего, кроме дождевой воды, которую собирали в кусок старого одеяла. Он узнал от них, что корабль был Randolph, американский приватир в 36 пушек и 305 человек.
Июль — капитан Натаниел Бейтман (англ. Nathaniel Bateman). Был при Гренаде.
1783 год — плавучая казарма.
Разобран в 1811 году.